# Daniel Barenboim
Daniel Barenboim (sinh năm 1942) là nghệ sĩ piano và nhạc trưởng người Israel. Ông là một trong những nhạc trưởng Israel xuất sắc nhất. 

## Tiểu sử[2]

### Thời niên thiếu

Cậu bé 11 tuổi Barenboim là nghệ sĩ piano cùng với Moshe Lustig và Gadna Symphony Orchestra

Daniel Barenboim sinh ra tại Argentina. Ông bắt đầu học nhạc từ lúc 5 tuổi. Trong những năm đầu, cậu bé Daniel học nhạc với sự hướng dẫn của cặp cha mẹ người Nga - người Do Thái: Enrique Barenboim và Aida Barenboim. Họ đều là những nghệ sĩ piano xuất sắc. Từ khi cùng gia đình chuyển sang châu Âu năm 1951, khả năng của cậu bé Daniel Barenboim được bộc lộ rõ rệt. Ở Paris, cậu bé được biết đến như một thần đồng. 7 tuổi, cậu có buổi biểu diễn đầu tiên tại Nam Mỹ. Năm 1952, cậu bé đó đã biểu diễn tại Viên khi hơn 9 tuổi. Gia đình Barenboim sống ở châu Âu thêm một năm nữa rồi chuyển đến Tel Aviv. Đó là nơi Barenboim sống ở tuổi thiếu niên. Cậu bé 10 tuổi khi di cư sang Trung Đông và tài năng của cậu được thể hiện rõ rệt như tại châu Âu.
Trong những năm cuối cùng của thập niên 1950, Barenboim bắt đầu thu âm và đi biểu diễn trên toàn thế giới. Bản thu âm đầu tiên ra đời vào năm 1954. Đến năm 1956, Barenboim bắt đầu biểu diễn tại Luân Đôn nhân lễ kỷ niệm 200 trăm ngày sinh của Wolfgang Amadeus Mozart. Năm 1957, buổi biểu diễn concerto số 1 cho piano của Sergei Prokofiev với sự chỉ huy của Leopold Stokowski đánh dấu sự ra mắt của Barenboim tại New York. Ngoài ra, Barenboim còn học với rất nhiều giáo viên ở khắp châu Âu. Ông được học các giáo sư âm nhạc hàng đầu của châu Âu, như Edwin Fischer và sau đó là Nadia Boulanger ở Paris. Tại Đức, Barenboim học nghệ thuật chỉ huy với Igor Markevich. Năm 1956, Barenboim có chứng nhận của Viện Hàn lâm Santa Cecilia tại Roma. Ở đó, năm 14 tuổi, Barenboim thể hiện bản thân rất xuất sắc, trở thành người tốt nghiệp trẻ nhất trong lịch sử của nhạc viện này. Một cơ may đó là Barenboim có gặp một trong những nghệ sĩ piano xuất sắc nhất thế kỷ XX Arthur Rubinstein. Rubinstein đã chỉ bảo rất nhiều cho cậu bé.
Trong vòng 10 năm, Barenboim biểu diễn các tác phẩm của Mozart tại quê nhà của nhà soạn nhạc người Áo, Salzburg và ở Viện Hàn lâm Chigiana ở Siena của Ý. 

### Trưởng thành

#### Vai trò nghệ sĩ piano

##### Thập niên 1960 và thập niên 1970
Barenboim biểu diễn trong vai trò nghệ sĩ piano cùng English Chamber Orchestra bắt đầu từ thập niên 1960 và xuyên suốt thập niên 1970. Ông chứng tỏ nét đặc trưng trong biểu diễn khi chơi các bản concerto dành cho piano của Mozart. Ông bắt đầu chuyến công diễn với dàn nhạc này trong vòng hơn một thập niên tại Anh, Nhật Bản và Hoa Kỳ. Ngoài các tác phẩm của Mozart, ông còn biểu diễn thành công các tác phẩm của Ludwig van Beethoven, Johannes Brahms và John Barbirolli. Ngoài ra, còn có cả Frédéric Chopin và Franz Schubert. Dưới sự chỉ huy của nhạc trưởng Otto Klemperer, Barenboim đã biểu diễn cả năm bản concerto dành cho piano của Beethoven.
Bước ngoặt trên con đường biểu diễn của ông đến vào năm 1966, khi Barenboim biểu diễn cùng nghệ sĩ cello Jacqueline Du Pré. Cơ hội này mở ra sự hợp tác giữa hai người, và họ kết hôn năm sau tại Israel. Họ trở thành một cặp đôi chuyên nghiệp và lộng lẫy, thường xuyên tham gia các buổi hòa nhạc thính phòng của các nghệ sĩ hàng đầu như Zubin Mehta, Itzhak Perlman và Pinchas Zukerman. Tuy nhiên, hai vợ chồng Barenboim chỉ biểu diễn cùng nhau trong một thời gian ngắn ngủi. Năm 1973, Du Pré được chẩn đoán là bị bệnh đa xơ cứng. Bà buộc phải ngừng chơi cello vĩnh viễn. Bà ra đi vĩnh viên vào năm 1987.

##### Sau sự ra đi của người vợ
Thập niên 1990 đối với Barenboim trôi đi trong lặng lẽ. Năm 2000, chào đón thiên niên kỷ mới, Barenboim liên tiếp thu âm và biểu diễn ở Carnegie Hall cũng như những nơi khác với vai trò nghệ sĩ dương cầm. Năm 1996, ông ra mắt bản thu âm các bản tác phẩm dành cho piano có tên Tangos Among Friends. Năm 1997, hãng thu âm Teidec phát hành piano song tấu Marches Militaires và Grand Duo của Franz Schubert do Barenboim và Radu Lupu biểu diễn. Richard Free của tờ tạp chí Stereo Review ngợi khen bản thu âm này như sau: "...Sự tinh tế và tính tự nhiên cùng tồn tại ở một mức độ gần như không thể tưởng tượng được... xuất sắc và hoàn toàn thích hợp một cách tuyệt vời đối với chất liệu đặc biệt này". Năm 1999, Barenboim biểu diễn jazz và thu âm trong chương trình Tribute to Ellington, cùng ca sĩ Dianne Reeves. Ngoài ra, ông cùng Mã Hữu Hữu còn tham gia song tấu thính phòng. 

##### Thập niên 2000
Ngày 1 tháng 3 năm 2000, Barenboim chính là người đệm đàn cho tenor Placido Domingo trong buổi biểu diễn của ca sĩ này tại New York. Cũng tháng 1 năm đó, Barenboim biểu diễn concerto cho piano của Arnold Schoenberg dưới sự chỉ huy của Pierre Boulez. Cũng trong năm 2000, khi mang Chicago Symphony Orchestra tới Carnegie Hall trong một chuỗi gồm 3 buổi biểu diễn mà ông đóng vai trò là nghệ sĩ piano chính, Jay Nordlinger của tờ tạp chí New Criterion ca ngợi: "Piano Concerto số 25 giọng Đô trưởng của Mozart... táo bạo và hùng vĩ, đúng với phong cách của Barenboim. Đó là nét tương phản trong sự thanh nhã, mang đậm chất Mozart".
Thời gian còn lại của năm 2000, sau khi chỉ huy một số tác phẩm, Barenboim chỉ tập trung biểu diễn dương cầm, ông chơi toàn bộ các concerto dành cho piano của Beethoven, mặc dù vấp phải nhiều lời phê bình của giới chuyên môn.

#### Vai trò nhạc trưởng

##### Thập niên 1960 và thập niên 1970
Ngoài vai trò của một nghệ sĩ piano, Daniel Barenboim còn được biết đến với vai trò nhạc trưởng. Barenboim bắt đầu vai trò chỉ huy tại Israel vào năm 1962 và đi lưu diễn nhiều nơi trong thập niên 1960 cùng với vai trò nhạc trưởng và nghệ sĩ dương cầm. Ông là đạo diễn của chương trình South Bank Music tại Luân Đôn từ 1968 đến 1970 và chỉ đạo Israel Festival trong khoảng thời gian 1973-1975. Barenboim là người chỉ huy đầu tiên cho tác phẩm concerto cho piano của Alexander Goehr vào năm 1972. Năm 1973, Barenboim giới thiệu tác phẩm Ode pour Jerusalem của Darius Milhaud.
Trong số nhiều dàn dựng opera, Daniel Barenboim đã chỉ huy Don Giovanni của Mozart vào năm 1973 tại Edinburgh cũng như Le nozze di Figaro vào năm 1975. Trong năm 1975, ông chỉ huy trong buổi hòa nhạc chia tay Rubinstein với London Philharmonic. Cũng trong năm đó, ông trở thành giám đốc âm nhạc của Dàn nhạc Giao hưởng Paris, một vị trí châm ngòi cho danh tiếng của Barenboim với vai trò nhạc trưởng. Dưới sự chỉ đạo của Barenboim trong 14 năm, dàn nhạc này đã biểu diễn các tác phẩm đương đại của Witold Lutosławski, Luciano Berio, Pierre Boulez, Hans Werner Henze và Henri Dutilleux.

##### Thập niên 1980
Năm 1981, lần đầu tiên Barenboim chỉ huy tác phẩm Tristan and Isolde tại Bayreuth. Năm 1982, ông sáng lập ra Mozart Festival và nhiệt tình quản lý cho đến năm 1989. Cũng trong năm đó, một tác phẩm được công diễn lần đầu tiên dưới sự chỉ huy của Barenboim là Notation II của Boulez.
Barenboim chi huy buổi công diễn đầu tiên của tác phẩm Fandango của Henze năm 1986.

##### Thập niên 1990

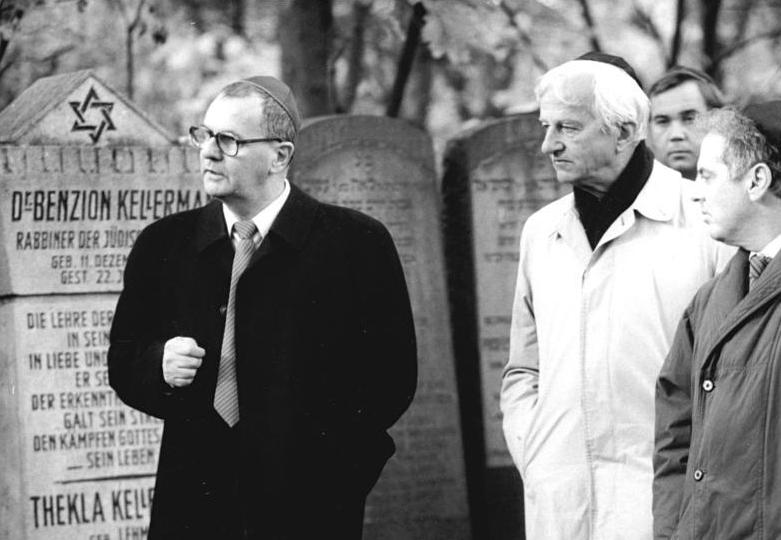
Peter Kirchner, Tổng thống Đức Richard von Weizsäcker và Barenboim tham gia nghĩa trang người Do Thái ở Berlin-Weissensee vào năm 1990

Khi rời bỏ Mozart Festival, Barenboim đã bỏ một cam kết khác để lãnh đạo một tổ chức mang tên Opera de Paris. Mặc dù vậy, hợp đồng không thực hiện được. Tháng 9 năm 1997, Barenboim đến Mỹ để đảm nhận vị trí giám đốc Chicago Symphony Orchestra mà Georg Solti để lại. Các buổi diễn của Barenboim được đánh giá cao với cả hai vai trò nghệ sĩ piano và nhạc trưởng trong một số bản thu âm và sang cả thế kỷ XXI. Với cương vị người lãnh đạo, Barenboim đã chỉ huy Chicago Symphony Orchestra trong nhiều buổi hòa nhạc tại Carnegie Hall, gồm các tác phẩm của Anton Bruckner và Gustav Mahler. Năm 1992, ký hợp đồng làm lãnh đạo Deutsche Staatsoper tại Berlin và tiếp tục gặt hái thành công.
Trong mùa diễn 1997-1998, Barenboim đã chỉ đạo các tác phẩm Notation V-VIII của Boulez. Thêm vào đó, ông đã giới thiệu tác phẩm Continuo của Berio và Concerto Fantastique của Ralph Shapey.
Ngày 29 tháng 1 năm 1999, Barenboim biểu diễn trong một buổi hòa nhạc lịch sử tại Đại học Birzeit, Palestine. Đó là buổi hòa nhạc đầu tiên của ông tại Bờ Tây bị cuộc chiến tranh giữa Israel và Palestine xâu xé. Đây cũng là lần đầu tiên một nghệ sĩ người Israel biểu diễn trước công chúng trên lãnh thổ kể từ khi nó bị chiếm đoạt từ Jordan. Trong chương trình này, ông đã biểu diễn Sonata "Pathetique" của Beethoven, chia sẻ sân khấu hòa nhạc với nghệ sĩ người Palestine Salim Abboud trong tác phẩm Marche Militaire của Schubert. Ông bày tỏ với khán giả: "Những gì tôi có thể làm được là biểu diễn âm nhạc và ở đây... chúng ta cùng nhau đẩy lùi nỗi căm hờn. Tôi muốn đưa tay đến các bạn. Tôi muốn hiểu cuộc sống của các bạn". Ông nói thêm: "Tôi đến đây để biểu diễn, bởi lẽ thế kỷ XXI này, con người ta cần phải cư xử như là một con người thay vì chờ đợi những nhà chính trị". Sau đó, ông dành thời gian còn lại trong năm để hợp tác cùng Wynton Marsalis tại Trung tâm Lincoln.

##### Thập niên 2000

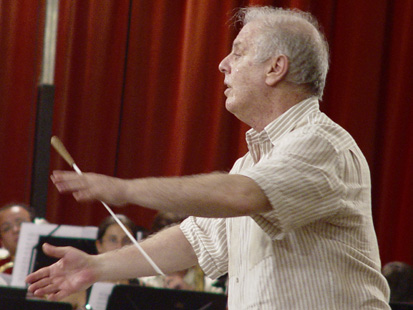
Barenboim trong một buổi luyện tập với West-East Divan tại Pilas, Sevilla, Tây Ban Nha vào ngày 25 tháng 7 năm 2005

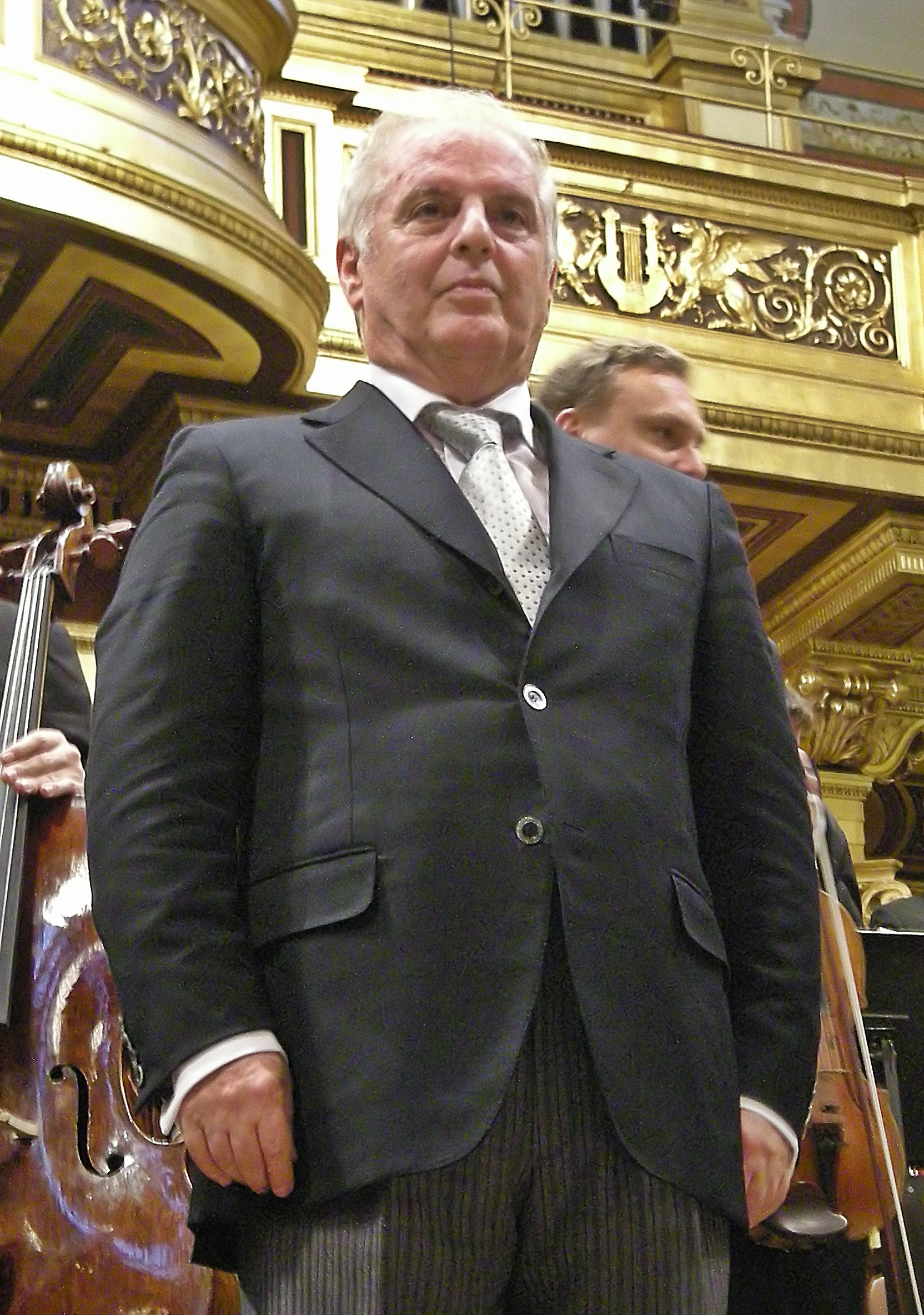
Barenboim sau một buổi biểu diễn giao hưởng số 5 của Mahler tại Musikverein, Viên, Áo vào ngày 2 tháng 11 năm 2008

Từ tháng 2 năm 2000, ông cùng Chicago Symphony Orchestra công diễn vở opera đầu tay của Elliott Carter, What if? và trong năm đó tác phẩm được lưu diễn khắp thế giới. 

## Vinh danh

### Giải thưởng
Barenboim nhận Huy chương Beethoven năm 1958, giải thưởng Harriet Cohen Paderwski Centenary năm 1963 và Huân chương Danh dự của Pháp năm 1987.

### Sách
Tiểu sử của ông, A Life in Music, được nhà xuất bản George Weidenfeld and Nicolson Ltd phát hành tại Anh năm 1991 và xuất bản tại Mỹ vào năm sau.

## Đời sống cá nhân
Trong suốt sự nghiệp của mình, ông sống tại Luân Đôn trước khi chuyển sang Pháp và các nơi khác.
Ngày 28 tháng 11 năm 1988, sau khi người vợ đầu Du Pré ra đi được 1 năm, Barenboim kết hôn với nghệ sỹ piano Elena Bashkirova, người Nga, và đến nay họ có ba người con.